# Deutsche Euromünzen
Die deutschen Euromünzen sind die in Deutschland in Umlauf gebrachten Euromünzen der gemeinsamen europäischen Währung Euro. Am 1. Januar 1999 trat Deutschland der Eurozone bei, womit die Einführung des Euros als zukünftiges Zahlungsmittel gültig wurde. Die ersten Münzen wurden ab dem 17. Dezember 2001 in „Starter-Kits“ an das Publikum abgegeben, Handel und Banken konnten diese im Rahmen des sogenannten „Frontloading“ bereits früher erhalten. Geltung als Zahlungsmittel erhielten sie, wie alle anderen Euromünzen und -scheine auch, am 1. Januar 2002.

## Umlaufmünzen
Die Umlaufmünzen haben für jede der drei Münzreihen ein eigenes Motiv der nationalen Seite. Die kleinste Reihe der 1-, 2- und 5-Cent-Münzen wurde von Rolf Lederbogen entworfen und weist Eichenlaub auf. Die mittlere Reihe mit den 10-, 20- und 50-Cent-Münzen zeigt das Brandenburger Tor und wurde von Reinhart Heinsdorff gestaltet. Das Design der beiden größten Münzen stammt von Heinz Hoyer und Sneschana Russewa-Hoyer und bildet den Bundesadler ab. Die Gestaltung der 1-, 2- und 5-Cent- sowie der 1- und 2-Euro-Münzen erinnert an Motive der alten DM-Münzen.
Im Gegensatz zu den anderen Euroländern werden die deutschen Münzen in fünf verschiedenen Prägestätten hergestellt. Diese sind auf den Münzen durch einen Buchstaben in der Nähe der Jahreszahl gekennzeichnet. Die nachfolgende Tabelle listet alle deutschen Prägestätten und ihre jeweiligen Anteil an der Gesamtauflage der deutschen Euromünzen auf.
| Zeichen | Prägezeit* | Prägezeit* | Prägestätte                        | Anteil |
| Zeichen | von        | bis        | Prägestätte                        | Anteil |
| --- | ---------- | ---------- | ---------------------------------- | ------ |
| A | 1999       | heute      | Staatliche Münze Berlin            | 20 %   |
| D | 1998       | heute      | Bayerisches Hauptmünzamt (München) | 21 %   |
| F | 1999       | heute      | Staatliche Münze Stuttgart         | 24 %   |
| G | 1998       | heute      | Staatliche Münze Karlsruhe         | 14 %   |
| J | 1998       | heute      | Hamburgische Münze                 | 21 %   |
| * Anders als in manchen anderen Euroländern tragen die vor 2002 geprägten Münzen das Emissionsjahr „2002“. |            |            |                                    |        |

In der Anfangszeit der Euromünzproduktion kam es zu einem schwerwiegenden Fehler. Die Sterne auf den ersten Münzen waren nicht wie auf der Europaflagge nach oben ausgerichtet, sondern radial. Nachdem dies bemerkt wurde, wurden die bis dahin produzierten Münzen wieder vernichtet. Einige wenige Exemplare gelangten jedoch in den Umlauf. Diese sogenannten drehenden Sterne werden von Sammlern gesucht.
Wie die meisten Euroländer prägt Deutschland bereits seit 2007 seine Euromünzen mit der neu gestalteten Vorderseite (neue Europakarte).
Durch die Vermischung der nationalen Euromünzen nahm der Anteil der deutschen Euromünzen in Deutschland seit Einführung des Euros langsam aber kontinuierlich ab. Gemäß den Erhebungen der niederländischen Website Eurodiffusie.nl lag so der Anteil deutscher Euromünzen in der Bundesrepublik im Jahr 2006 schon bei nur noch knapp 86 %, im Jahr 2009 war er weiter auf ca. 80 % abgesunken.

### Eichenlaub
Das Eichenlaub ist ein Symbol mit Geschichte: Im Deutschen Bund von 1815 hatten noch alle seine Mitglieder die Zoll- und auch die Münzhoheit. Die deutsche Zolleinigung und die Münzeinigung gingen Hand in Hand. Die Symbolkraft des Eichenbaums als Sinnbild des gemeinsamen Deutschtums für die deutschen Münzen zu nutzen, geht auf den Münchner Münzvertrag von 1837 zurück. Dieses Abkommen machte Deutschland zu einem einheitlichen Wirtschaftsgebiet. Für die kleinsten unter den deutschen Euromünzen wurde als vertrautes Symbol das Eichenlaub gewählt, das auch schon den deutschen Pfennig zierte. Das Motiv stammt aus einem Entwurf des Karlsruher Professors Rolf Lederbogen. Das Münzbild wurde bei der 2-Cent-Münze der Prägestätte „G“ (Karlsruhe) 2016 verkleinert, 2017 folgten dem die anderen Prägestätten. Seit 2018 werden auch die 1- und 5-Cent-Münzen mit dem verkleinerten Münzbild geprägt.

### Brandenburger Tor
Das Brandenburger Tor, ein im klassizistischen Stil von Carl Gotthard Langhans erbautes und mit einer Quadriga gekröntes auffälliges Bauwerk, ist ein Wahrzeichen der deutschen Hauptstadt Berlin. Dieses Gebäude spiegelt die deutsche Geschichte wider. Im Deutschen Reich wurde es für Paraden benutzt. Nach dem Zweiten Weltkrieg wurde das Brandenburger Tor zum Symbol der Teilung Deutschlands. Als im November 1989 die Mauer fiel, trafen sich die Deutschen aus Ost und West am Brandenburger Tor. Seitdem steht das geöffnete Brandenburger Tor für ein vereinigtes Deutschland und ist zugleich ein Symbol für den europäischen Einigungsprozess. Das Brandenburger Tor wurde seit den 1930er Jahren immer wieder als Motiv auf deutschen Münzen verwendet.
Bei der originalen Quadriga heben die beiden mittleren Pferde jeweils ihr inneres Bein, auf dem Entwurf des Künstlers Reinhart Heinsdorff jedoch ihre äußeren. Die Erstauflage mit drehenden Sternen entspricht in diesem Detail dem Entwurf, die tatsächlich ausgegebenen Münzen dagegen dem Original. Erst seit 2007 werden die 10- und 20-Cent-Münzen nach Heinsdorffs Entwurf geprägt.

### Bundesadler
Der Bundesadler ist seit dem Jahre 1950 das Staatswappen der Bundesrepublik Deutschland. Damit wurde in beinahe identischer Form das Wappen der Weimarer Republik von 1919 übernommen. Der Adler war auch das Wappen des Heiligen Römischen Reiches bis 1806, des Deutschen Bundes ab 1815 und des Kaiserreiches von 1871. Der Adler als kaiserliches Wappentier geht bereits auf die römischen Kaiser der Antike zurück. Der Bundesadler ist heute in zahlreichen Umgebungen zu finden. Er hängt im Plenarsaal des Deutschen Bundestages. Zu finden ist er in den deutschen Reisepässen und Ausweisen als grafisches Symbol und als Behördenstempel. Der Entwurf stammt von Sneschana Russewa-Hoyer und Heinz Hoyer aus Berlin.
Alle Designs enthalten die zwölf Sterne der EU, das Prägejahr und einen Buchstaben, der die Prägestätte bezeichnet (siehe Tabelle).
| 0,01 €                                                       | 0,02 €                                                       | 0,05 €                              |
| ------------------------------------------------------------ | ------------------------------------------------------------ | ----------------------------------- |
| 1 Cent Deutschland                                           | 2 Cent Deutschland                                           | 5 Cent Deutschland                  |
| Zweig einer deutschen Eiche, ähnlich dem früheren Pfennig.   |                                                              |                                     |
| 0,10 €                                                       | 0,20 €                                                       | 0,50 €                              |
| 10 Cent Deutschland                                          | 20 Cent Deutschland                                          | 50 Cent Deutschland                 |
| Das Brandenburger Tor als Symbol der Teilung und Einheit.    |                                                              |                                     |
| 1,00 €                                                       | 2,00 €                                                       | Rand der 2-€-Münze                  |
| 1 Euro Deutschland                                           | 2 Euro Deutschland                                           | Rand der 2-Euro-Münze               |
| Der deutsche Bundesadler, Symbol der deutschen Souveränität. | Der deutsche Bundesadler, Symbol der deutschen Souveränität. | „EINIGKEIT UND RECHT UND FREIHEIT “ |

### Gestaltungsrichtlinien von 2008
Ein Großteil der deutschen Euromünzen entspricht nicht vollständig den Gestaltungsrichtlinien der Europäischen Kommission. In diesen sind Empfehlungen für die Gestaltung der nationalen Seiten der Kursmünzen festgelegt. Unter anderem soll auf der nationalen Seite der volle oder abgekürzte Name des Ausgabestaats angegeben sein. Dies wird insbesondere von den deutschen Kursmünzen nicht eingehalten. Dort wird nur die Prägestätte angegeben. Weiter sollen die europäischen Sterne wie auf der europäischen Flagge angeordnet sein – also insbesondere gleichmäßig im Kreis verteilt sein. Dies ist bei den Münzen der Bundesländerserie bis einschließlich 2009 nicht erfüllt. Daher erklärt sich auch der Designunterschied zwischen den ersten vier und den restlichen Münzen der Bundesländer-Serie. Die Länder, deren Münzen den oben beschriebenen Empfehlungen noch nicht entsprechen, können die notwendigen Anpassungen jederzeit vornehmen; bis spätestens zum 20. Juni 2062 müssen sie diese vollziehen.

## 2-Euro-Gedenkmünzen
2006 begann Deutschland mit der Ausgabe von 2-Euro-Gedenkmünzen, die jeweils dem Bundesland gewidmet sind, das zum Beginn des Ausgabejahres die Bundesratspräsidentschaft innehat. Auf den Münzen der Bundesländer-Serie wird jeweils ein bekanntes Bauwerk des entsprechenden Bundeslandes abgebildet. Die Abfolge der Präsidentschaften des Bundesrates wurde aufgrund der veränderten Bevölkerungszahlen ab dem Geschäftsjahr 2017/18 geändert. Schleswig-Holstein, dem bereits die erste Gedenkmünze 2006 gewidmet war, übernahm am 1. November 2018 für 12 Monate den Vorsitz – deshalb wurde die Serie 2019 für ein Jahr ausgesetzt. Bis 2022 wurde so für jedes Bundesland eine Gedenkmünze geprägt.
| Nr. | Bild                           | Ausgabedatum Bildreferenz | Anlass                                                                                      | Amtsblatt Referenz | Auflage    |
| --- | ------------------------------ | ------------------------- | ------------------------------------------------------------------------------------------- | ------------------ | ---------- |
| 1   |                                | 3. Februar 2006           | Schleswig-Holstein (Holstentor in Lübeck) 1. Münze der Bundesländerserie                    | [ 11 ] [ 12 ]      | 31.500.630 |
| 2   |                                | 2. Februar 2007           | Mecklenburg-Vorpommern (Schweriner Schloss) 2. Münze der Bundesländerserie                  | [ 14 ] [ 15 ]      | 31.245.630 |
| 3   |                                | 25. März 2007             | 50. Jahrestag der Unterzeichnung der Römischen Verträge Euro-13-Gemeinschaftsausgabe        | [ 17 ] [ 18 ]      | 30.865.630 |
| 4   |                                | 1. Februar 2008           | Hamburg (St.-Michaelis-Kirche) 3. Münze der Bundesländerserie                               | [ 20 ] [ 21 ]      | 30.513.630 |
| 5   |                                | 2. Januar 2009            | Zehnjähriges Bestehen der Wirtschafts- und Währungsunion (WWU) Euro-16-Gemeinschaftsausgabe | [ 23 ] [ 24 ]      | 30.565.630 |
| 6   |                                | 6. Februar 2009           | Saarland (Ludwigskirche in Saarbrücken) 4. Münze der Bundesländerserie                      | [ 26 ] [ 27 ]      | 30.940.630 |
| 7   |                                | 29. Januar 2010           | Bremen (Bremer Rathaus und Rolandstatue) 5. Münze der Bundesländerserie                     | [ 29 ] [ 30 ]      | 30.925.630 |
| 8   |                                | 28. Januar 2011           | Nordrhein-Westfalen (Kölner Dom) 6. Münze der Bundesländerserie                             | [ 32 ] [ 33 ]      | 30.925.000 |
| 9   |                                | 2. Januar 2012            | 10. Jahrestag der Einführung des Euro-Bargelds Euro-17-Gemeinschaftsausgabe                 | [ 35 ] [ 36 ]      | 30.648.000 |
| 10  |                                | 3. Februar 2012           | Bayern (Schloss Neuschwanstein) 7. Münze der Bundesländerserie                              | [ 38 ] [ 39 ]      | 30.883.000 |
| 11  |                                | 22. Januar 2013           | 50 Jahre Élysée-Vertrag Gemeinschaftsausgabe von Deutschland und Frankreich                 | [ 41 ] [ 42 ]      | 11.585.000 |
| 12  |                                | 1. Februar 2013           | Baden-Württemberg (Kloster Maulbronn mit Brunnen) 8. Münze der Bundesländerserie            | [ 44 ] [ 45 ]      | 30.845.000 |
| 13  |                                | 6. Februar 2014           | Niedersachsen (St. Michael in Hildesheim) 9. Münze der Bundesländerserie                    | [ 47 ] [ 48 ]      | 30.799.300 |
| 14  |                                | 30. Januar 2015           | Hessen (Frankfurter Paulskirche) 10. Münze der Bundesländerserie                            | [ 50 ] [ 51 ]      | 30.767.100 |
| 15  |                                | 30. Januar 2015           | 25 Jahre Deutsche Einheit                                                                   | [ 53 ] [ 54 ]      | 30.517.100 |
| 16  |                                | 5. November 2015          | Dreißigjähriges Bestehen der EU-Flagge Euro-19-Gemeinschaftsausgabe                         | [ 56 ] [ 57 ]      | 30.125.000 |
| 17  |                                | 5. Februar 2016           | Sachsen (Zwinger in Dresden) 11. Münze der Bundesländerserie                                | [ 59 ] [ 60 ]      | 30.677.600 |
| 18  |                                | 3. Februar 2017           | Rheinland-Pfalz (Porta Nigra in Trier) 12. Münze der Bundesländerserie                      | [ 62 ] [ 63 ]      | 30.616.300 |
| 19  |                                | 30. Januar 2018           | Berlin (Schloss Charlottenburg) 13. Münze der Bundesländerserie                             | [ 65 ] [ 66 ]      | 30.581.900 |
| 20  |                                | 30. Januar 2018           | 100. Geburtstag Helmut Schmidts                                                             | [ 68 ] [ 69 ]      | 30.571.900 |
| 21  |                                | 29. Januar 2019           | 70 Jahre Bundesrat (Bundesratsgebäude in Berlin) 14. Münze der Bundesländerserie            | [ 71 ] [ 72 ]      | 30.507.300 |
| 22  |                                | 10. Oktober 2019          | 30 Jahre Mauerfall Gemeinschaftsausgabe von Deutschland und Frankreich                      | [ 74 ] [ 75 ]      | 30.297.000 |
| 23  |                                | 28. Januar 2020           | Brandenburg (Schloss Sanssouci Potsdam) 15. Münze der Bundesländerserie                     | [ 77 ] [ 78 ]      | 30.517.400 |
| 24  | 2 Euro Münze 50 Jahre Kniefall | 8. Oktober 2020           | 50 Jahre Kniefall von Warschau                                                              | [ 80 ] [ 81 ]      | 30.343.000 |
| 25  |                                | 26. Januar 2021           | Sachsen-Anhalt (Magdeburger Dom) 16. Münze der Bundesländerserie                            | [ 83 ] [ 84 ]      | 30.433.900 |
| 26  |                                | 25. Januar 2022           | Thüringen (Wartburg) 17. Münze der Bundesländerserie                                        | [ 86 ] [ 87 ]      | 30.424.900 |
| 27  |                                | 1. Juli 2022              | 35 Jahre Erasmus-Programm Euro-19-Gemeinschaftsausgabe                                      | [ 89 ] [ 90 ]      | 17.265.000 |
| 28  |                                | 24. Januar 2023           | Hamburg (Elbphilharmonie) 1. Münze der Bundesländerserie II                                 | [ 92 ] [ 93 ]      | 30.388.200 |
| 29  |                                | 30. März 2023             | 1275. Geburtstag Karls des Großen                                                           | [ 95 ] [ 96 ]      | 20.240.000 |
| 30  |                                | 30. Januar 2024           | Mecklenburg-Vorpommern (Königsstuhl) 2. Münze der Bundesländerserie II                      | [ 98 ] [ 99 ]      | 30.200.500 |
| 31  |                                | 21. März 2024             | 175. Jahrestag der Paulskirchenverfassung                                                   | [ 101 ] [ 102 ]    | 30.210.000 |
| 32  |                                | 16. Januar 2025           | Saarland (Saarschleife) 3. Münze der Bundesländerserie II                                   | [ 103 ]            | 30.000.000 |
| 33  |                                | 25. September 2025        | 35 Jahre Deutsche Einheit                                                                   | [ 104 ]            |            |
| 34  |                                | 2026                      | Bremen Klimahaus Bremerhaven 4. Münze der Bundesländerserie II                              | [ 105 ]            |            |

## Sammlermünzen
Seit 2002 wurden jährlich in den verschiedenen Prägestätten auch 10-Euro-Gedenkmünzen aus Silber geprägt. Diese erinnern an bestimmte Personen, Ereignisse oder Sehenswürdigkeiten. Als Besonderheit stellen sich hier die Gedenkmünzen anlässlich diverser Sportereignisse (z. B. Fußball-Weltmeisterschaft 2006) dar. Diese Münzen wurden zu gleichen Anteilen in allen fünf deutschen Prägestätten hergestellt. Sie besitzen keinen Prägebuchstaben, sondern lassen sich ihrer Prägeanstalt nur durch minimale Unterschiede zuordnen. Ab 2011 wurde das Gewicht und der Edelmetallgehalt aufgrund des gestiegenen Silberpreises reduziert, außerdem werden die Münzen (mit Ausnahme der ersten 2011er-Münze) auch in einer Kupfer-Nickel-Legierung geprägt. Ab 2016 wurden die 10-Euro-Gedenkmünzen durch solche mit 20 Euro Nennwert ersetzt.
Zusätzlich wird pro Jahr eine 100-Euro-Goldmünze herausgegeben. 2002 wurde die Euroeinführung neben der 10-Euro-Münze aus 925er Silber und der 100-Euro-Goldmünze noch mit einer 200-Euro-Goldmünze gewürdigt. Anfang 2010 gab das Bundesfinanzministerium in Berlin bekannt, dass ab Juni 2010 befristet auf 6 Jahre eine weitere jährliche Goldmünze mit Nennwert 20 Euro erscheint. Während die 100-Euro-Goldmünzen aus einer halben Unze Feingold gefertigt werden (die 200-Euro-Münze 2002 aus einer Unze), werden die 20-Euro-Münzen aus 1/8 Unze Feingold geprägt. Die 100-Euro-Münzen würdigen derzeit die Unesco-Weltkulturstätten in Deutschland. Die 20-Euro-Münzen sind dem Thema „deutscher Wald“ gewidmet. Ab 2016 wurde die Serie „deutscher Wald“ mit „Heimischen Vögeln“ fortgesetzt. Zusätzlich wurde 2017 anlässlich des 500. Jahrestages der Reformation erstmals eine Goldmünze mit dem Nennwert von 50 Euro herausgegeben, ab 2018 folgt eine Serie mit gleichem Nennwert unter dem Titel „Musikinstrumente“.
Seit dem Jahr 2016 wird jährlich eine 5-Euro-Gedenkmünze ausgegeben. Die Münzen setzen sich aus drei Komponenten zusammen: einem äußeren Ring, dem inneren Kern sowie einem dazwischenliegenden farbigen Polymerring, der teilweise lichtdurchlässig ist. Als Metall wird eine Kupfer-Nickel-Legierung verwendet. Das Gewicht beträgt 9,0 Gramm und der Durchmesser 27,25 mm.

5-Euro-Münze „Planet Erde“
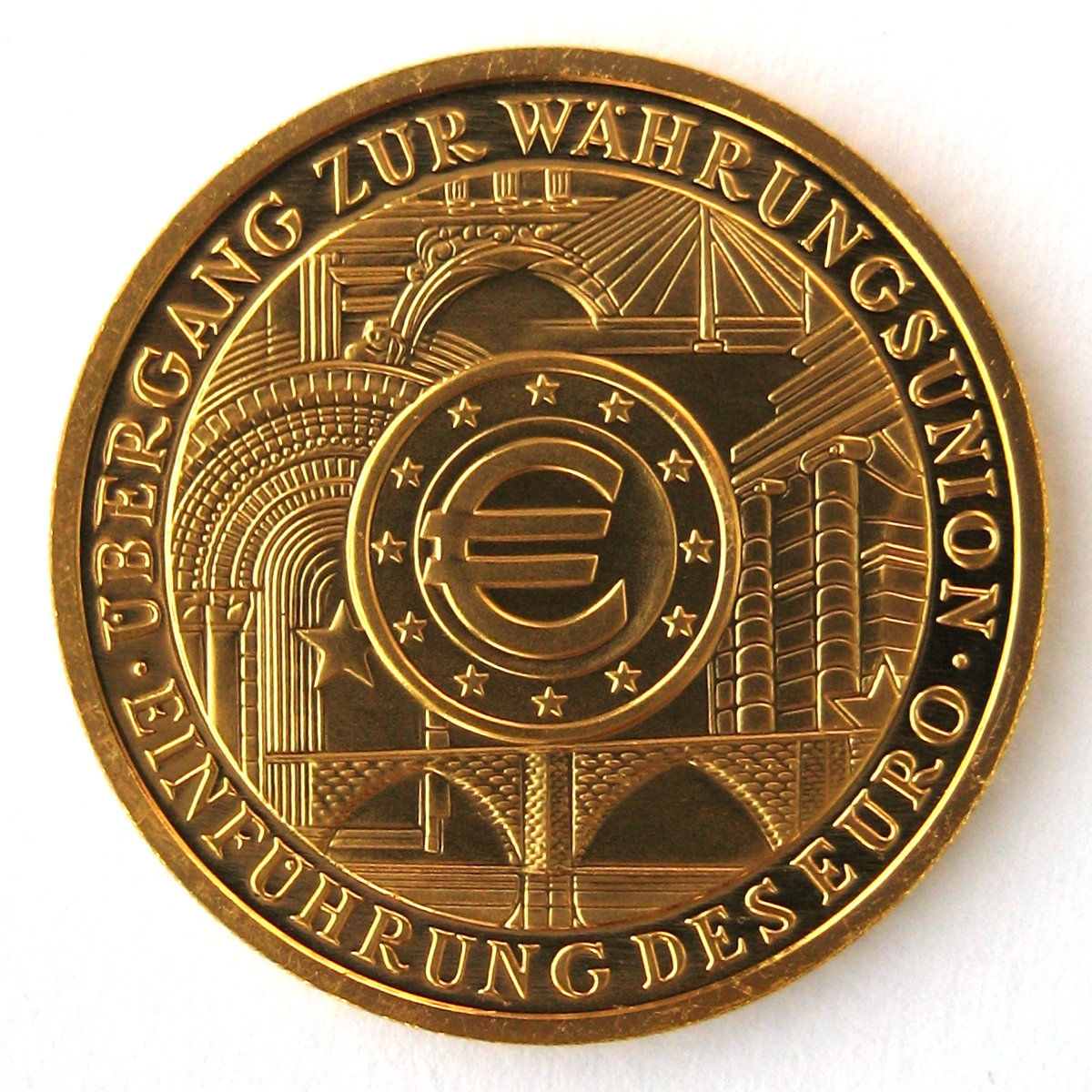